# Kocsik József
Kocsik József (Pécska, 1928. november 8. –) magyar népművelő, közíró.

## Életútja
A Bolyai Tudományegyetemen matematika-fizika szakos (1957), a Babeș–Bolyai Tudományegyetemen filozófia szakos (1975) tanári oklevelet szerzett. Pankotán és Pécskán tanított. 1968-tól 1985-ben történt leváltásáig az Arad megyei Művelődési Bizottság szakfelügyelője és a Magyar Nemzetiségű Dolgozók Arad Megyei Tanácsának elnöke. Az Erdélyi Magyar Közművelődési Egyesület (EMKE) újjáalakításakor annak egyik alelnöke, az aradi önálló EMKE-könyvtár megteremtője (1991). Számos magyar nyelvű kulturális rendezvény (az Aradi Tavasz író-olvasó találkozói, Majláti Vasárnap, Tavaszváró Ünnepség Aradon, Alföldi Őszköszöntő Kisiratoson) kezdeményezője és szervezője. 1989 decembere óta az aradi Jelen napilapban és az újraindított Művelődésben közölt.
Riportjait, kulturális jegyzeteit, megemlékezéseit, rövid tanulmányait, verseit, útleírásait, karcolatait a Vörös Lobogó, Művelődés, A Hét, Új Élet, Előre, Szabad Szó, Munkásélet, Falvak Dolgozó Népe, Igaz Szó és Tanügyi Újság közölte. A legkisebb romániai magyar vidéki lapok ankétján bemutatta az 1930-ban indult haladó szellemű Pécskai Újságot (Korunk, 1971/6).